# 三氧化二釤
三氧化二釤（化學式：Sm2O3），又稱氧化釤(III)，是釤的氧化物。它是在1879年由保罗·埃米尔·勒科克·德布瓦博德兰在铌钇矿里发现的。

## 製備
三氧化二釤可藉由直接加熱釤至150℃時製得：
4 Sm + 3 O2 → 2 Sm2O3
三氧化二釤也可藉由加熱碳酸釤、硝酸釤、草酸釤後製得。以碳酸钐的热分解為例：
Sm2(CO3)3 → Sm2O3 + 3 CO2 ↑

## 化学性质
三氧化二釤與鹽酸反應後，生成三氯化釤與水：
Sm2O3 + 6 HCl → 2 SmCl3 + 3 H2O

## 用途
三氧化二釤可以製成吸收紅外線的特殊玻璃。此外，它在核反應爐中可以吸收中子。它也可以用来合成其它钐盐，例如硫化钐。